# Artur Urbański
Artur Urbański (ur. 20 maja 1965 we Włodawie) – polski reżyser filmowy i teatralny, aktor.

## Życiorys

### Edukacja
Uczęszczał do technikum kolejowego w Lublinie. W 1990 roku ukończył studia na Wydziale Aktorskim Państwowej Wyższej Szkoły Filmowej Telewizyjnej i Teatralnej w Łodzi. W 1995 roku, na tej samej uczelni, uzyskał dyplom na Wydziale Reżyserii.

### Kariera
Na scenie dramatycznej debiutował w łódzkim Teatrze im. Stefana Jaracza Equusem Petera Shaffera. W 1996 roku w Teatrze Studyjnym 83 w Łodzi zrealizował Splendid’s Jeana Geneta.
Jego debiutem fabularnym była Bellissima, nakręcona w ramach programu „Pokolenie 2000”. Film otrzymał nagrody na Festiwalu Polskich Filmów Fabularnych w Gdyni, Koszalińskim Festiwalu Debiutów Filmowych „Młodzi i Film” oraz Międzynarodowym Festiwalu Telewizyjnym w Wenecji.
W TR Warszawa wyreżyserował dramaty Howie i Rookie Lee Marka O’Rowe’a (2001), nagrodzony na 14. Międzynarodowym Festiwalu Teatralnym „Na Granicy” w Cieszynie oraz Obróbkę Martina Crimpa (2002). Pracował także w Teatrze Telewizji, gdzie w 1998 roku zrealizował Gwiazdę sezonu. W Teatrze Telewizji wystąpił też jako aktor, w 2001 roku zagrał w Beztlenowcach Ingmara Villqista w reżyserii Łukasza Barczyka.
Artur Urbański był ekspertem Polskiego Instytutu Sztuki Filmowej w 2014 roku.

## Życie prywatne
Do 2013 roku żoną reżysera była Małgorzata Bela, z którą ma syna, Józefa (ur. 2004).

## Filmografia
| - 1992: Niedziela - 1993: Wiadomość od Jimiego - 1993: Homilia na dzień powszedni - 1994: Smród - 1994: Moja ostatnia kobieta - 1995: M plus M - 1996: Henryk szuka kobiety - 1998: Gwiazda sezonu - 1999–2013: Na dobre i na złe - 2000: Bellissima - 2005: Czasami jak budzę się w nocy to nie wiem gdzie jestem - 2015: Ojciec - 2016: Kryształowa dziewczyna |  | - 1988: Zatrudnienie jako mąż - 1996: Biedermann i podpalacze jako Eisenring, kelner - 1998: Gwiazda sezonu jako skrzypek - 2001: Beztlenowce jako Lars - 2013: Taki pejzaż jako mężczyzna na peronie - 2015: Ojciec jako Konstanty Żmudzki |